# El Triangle
El Triangle és un setmanari d'informació general editat a Catalunya i escrit en llengua catalana en paper i en llengua catalana i castellana a la web. És propietat de Caxier Edicions S.L. Va publicar el seu primer número el 29 de gener de 1990. En els seus inicis tingué una orientació especialment satírica, combinant informació i vinyetes d'humor dels principals dibuixants.

## Història
Va ser fundat pel periodista Jaume Reixach i la primera edició va sortir al mercat el 29 de gener de 1990. En la seva primera etapa es definia com a setmanari satíric i d'informació. Combinava informació periodística molt crítica, amb seccions d'humor, ficció i moltes vinyetes satíriques de dibuixants diferents. De fet, per les seves pàgines hi han passat els millors dibuixants satírics de Catalunya, com Perich, Miquel Ferreres, Toni Batllori, o Kap… Amb motiu del vintè aniversari de la publicació, la 26a Mostra del Cómic de Cornellà, l'any 2010, dedicà una exposició als seus millors dibuixos i portades, titulada "Vint anys de Canya!".
Durant els cinc primers anys de vida del setmanari, mantingué el to satíric, si bé cada cop la informació política va agafar-hi progressivament més relleu. El blanc habitual de les crítiques de la revista és el govern de Jordi Pujol i el sector negocis de Convergència, si bé tampoc renuncia a fer befa dels altres poders de l'Estat, del govern central o de l'ajuntament de Barcelona.

### L'època de Canya i conya
Jaume Reixach en fou el primer director, però aviat fou nomenat director el periodista Jaume Collell, mentre Reixach ocupava el càrrec d'editor. En aquesta etapa, en què es combinaven les seccions de 'canya i conya' segons la pròpia terminologia de la revista, hi ha una abundant col·laboració de dibuixants satírics: Batllori, Ferreres, Joma, Azagra, Ermengol, Napi, Puyal, L'Avi, Pierino, Map, Davi, Minoves, Ajubel o Alfons López. També hi col·laboren escriptors o periodistes com Toni Coromina o Josep Camps, equip que al poc temps acompanyaria Collell en un suplement satíric a les pàgines del diari La Vanguardia, titulat 'El Burladero'.
Així, Reixach recupera la direcció de la revista, que progressivament esdevé més informativa que humorística. De fet, en l'anomenat 'oasi català' la crítica al Pujolisme era difícil, i El Triangle va mantenir-se com una de les principals veus discrepants al règim. Això li valgué estar marginada durant molts anys de les subvencions que es repartien des de la Generalitat. La publicació també fou perseguida judicialment, i condemnada pel Tribunal Suprem a pagar un milió de pessetes a Lluís Prenafeta per una caricatura del dibuixant David Minoves en què acusava el secretari de Presidència de 'lladre'.

### El Cas Cullell
Un punt d'inflexió en la història de la revista fou la publicació de les transcripcions de les cintes que contenien diversos enregistraments amb l'aleshores Conseller d'Obres Públiques i delfí de Pujol, Josep Maria Cullell. El 'Cas Cullell' acabà amb la dimissió del conseller i la fi de la seva carrera política. A partir d'aquell moment, la revista fa un tomb cap a la informació política. N'és nomenat director el periodista Dionisio Giménez i es redueix dràsticament la part dedicada a la 'conya'. Els endarreriments en cobrar algunes de les col·laboracions fan que molts dels dibuixants abandonin la publicació, de manera que a partir del cinquè any de vida de la revista, els dibuixants més habituals seran Puyal, Pierino i Kap, amb alguna col·laboració breu i esporàdica d'altres dibuixants.
Encarrilada ja com una publicació d'investigació i opinió, augmenta el seu prestigi com a bastió de l'antipujolisme i acull els periodistes que s'atreveixen a plantar cara al president de la Generalitat, com Siscu Baiges, Joan Baptista Lloret Devesa, Víctor Saura, Jose Manuel Novoa, Pere Rios, Quico Rafols, Josep Maria Casas o Pep Martí. Després de dionisio Giménez, n'és nomenat director Josep Maria Casas i a continuació Víctor Saura, abans de tornar a ser dirigida de nou pel seu editor incombustible, Jaume Reixach, que amplià l'empresa i intentà oferir diversos productes periodístics.
El 2010 l'observatori Mèdia.cat assegurava que la publicació donava suport a les teories del secessionisme lingüïstic. "Separa de manera injustificada català i valencià i fa el joc al blaverisme més retrògrad" i afegia que feia "el joc al blaverisme".

### Crisi i renovació
L'any 2013 la revista acomiadà dotze treballadors sense pagar-los cap indemnització ni els sous endarrerits entre el juliol del 2012 i el gener del 2013, amb deutes de fins a vuit nòmines. En un comunicat, els afectats, que es van adherir a la plataforma 'Mitjans en lluita', denunciaren el "desmantellament" de tot l'equip d'administració i l'acomiadament de cinc redactors, dels encarregats de disseny i maquetació, correcció i fotografia, acusant l'empresa de vulneració de drets laborals i de manca de transparència en les xifres econòmiques, amb la incorporació en l'accionariat de la revista de l'empresària, María Ángeles Gervilla "una subhastera tèrbola que s'havia vist embolicada en casos de frau". Els advocats del Sindicat del Col·legi de Periodistes van calcular els endarreriments en una xifra global que es comptà fins a 180.000 euros.
La revista va sobreviure a les dificultats i es va seguir publicant amb Caxier Edicions S.L. Per celebrar el seu 25è aniversari el 2015 va realitzar una publicació especial dedicada als treballadors assassinats de Charlie Hebdo, Es publica setmanalment amb informació d'actualitat, econòmica i política.

### Publicació de llibres
El Triangle també ha impulsat i ha publicat diversos llibres, alguns en coedició: Barcelona cap a on vas? (Manuel Vázquez Montalbán i Eduard Moreno), sobre els polèmics canvis urbanístics de Barcelona; Los señores de los anillos (Andrew Jennings i Vyv Simson), sobre la corrupció del Comité Olímpic Internacional; Tarjeta roja (Andrew Jennings), sobre els escàndols de la FIFA; Las mil caras de Jordi Pujol (Josep Manuel Novoa i Jaume Reixach), sobre la corrupció pujolista; El caballero de sexo masculino (Dionisio Giménez), biografia crítica d’Alejo Vidal-Quadras, etc.

### Grup El Triangle
Del mateix grup editorial, també en formen part el diari digital La Valira, especialitzat en informació dels Pirineus i d’Andorra, fundat l’any 2017. Dos anys més tard, el 2019, va néixer el diari digital El Trapezio, escrit en espanyol i portuguès, que defensa la dimensió iberista de la península.